# 환상선 눈꽃순환열차
환상선 눈꽃순환열차(環狀線―巡還列車)는 대한민국 철도청에서 1998년 12월 13일에 운행을 시작한 관광열차이다.
보통 수도권의 영등포역 또는 청량리역에서 출발하나, 기타 지역에서 출발하는 경우도 있다. 열차는 제천역까지 와서 중앙선 · 영동선 · 태백선을 거쳐 제천역으로 되돌아온 뒤, 출발역으로 간다. 제천에서 시계 방향(제천→추전→승부→단양→제천)으로 순환하는 경우도 있고 반시계 방향(제천→단양→승부→추전→제천)으로 운행하기도 한다. 흔히 경치가 환상적이라는 의미에서 환상선이라고 이름 붙은 것으로 오해하지만, 실제로는 그와 관계 없이 제천을 중심으로 한 고리 모양, 즉 환상(環狀)의 운행 형태로 인해 환상선이라는 이름이 붙었다. 초기에는 추전역과 승부역에서만 정차했으나, 후에 단양역 또는 풍기역에 추가로 정차하게 되었다.
오랜 기간 일반적인 무궁화호 객차가 사용된 임시 열차로 운행되어 왔다. 2013년 4월 12일에 중부내륙순환열차라는 이름으로 간선 전기 동차 2개 편성을 개조한 전용의 차량이 충당되어 사실상의 정기 열차로써 운행을 개시했으나, 이 운행 계통은 임시 열차로서 계속 존속하고 있다. 중부내륙순환열차는 2020년 8월 19일부터 동해산타열차로 개편되었다.